# Krzętle
Krzętle [pronunciación en polaco: /ˈkʂɛntlɛ/] es un pueblo en el distrito administrativo de Gmina Osjaków, dentro del Distrito de Wieluń, Voivodato de Łódź, en el centro de Polonia. Se encuentra aproximadamente 5 kilómetros al noreste de Osjaków, 21 kilómetros al noreste de Wieluń, y 68 kilómetros al sudoeste de la capital regional, Łódź.